# Dactylorhiza fuchsii
Dactylorhiza fuchsii là một loài thực vật có hoa trong họ Lan. Loài này được (Druce) Soó mô tả khoa học đầu tiên năm 1962.
Nó là loài phổ biến rộng rãi trên nhiều nước châu Âu, với phạm vi mở rộng về phía đông Siberia, Mông Cổ và Tân Cương. Loài này còn được cho là đang tịch tỉnh của Canada Ontario.
Dactylorhiza fuchsii có màu sắc và chiều cao rất khác nhau, dao động từ 15 đến 60 cm chiều cao. Các cụm hoa dày đặc và nhiều hoa nhỏ, nở vào tháng Tám, là hình nón đầu tiên sau đó hình trụ. Màu hoa có thể thay đổi từ màu trắng nhạt màu tím với những đốm màu tím, một mô hình đối xứng của các vòng màu tím sẫm hoặc dấu chấm và các gạch ngang. Các môi có ba thùy. Các lá bắc thường ngắn hơn so với hoa.

## Hình ảnh

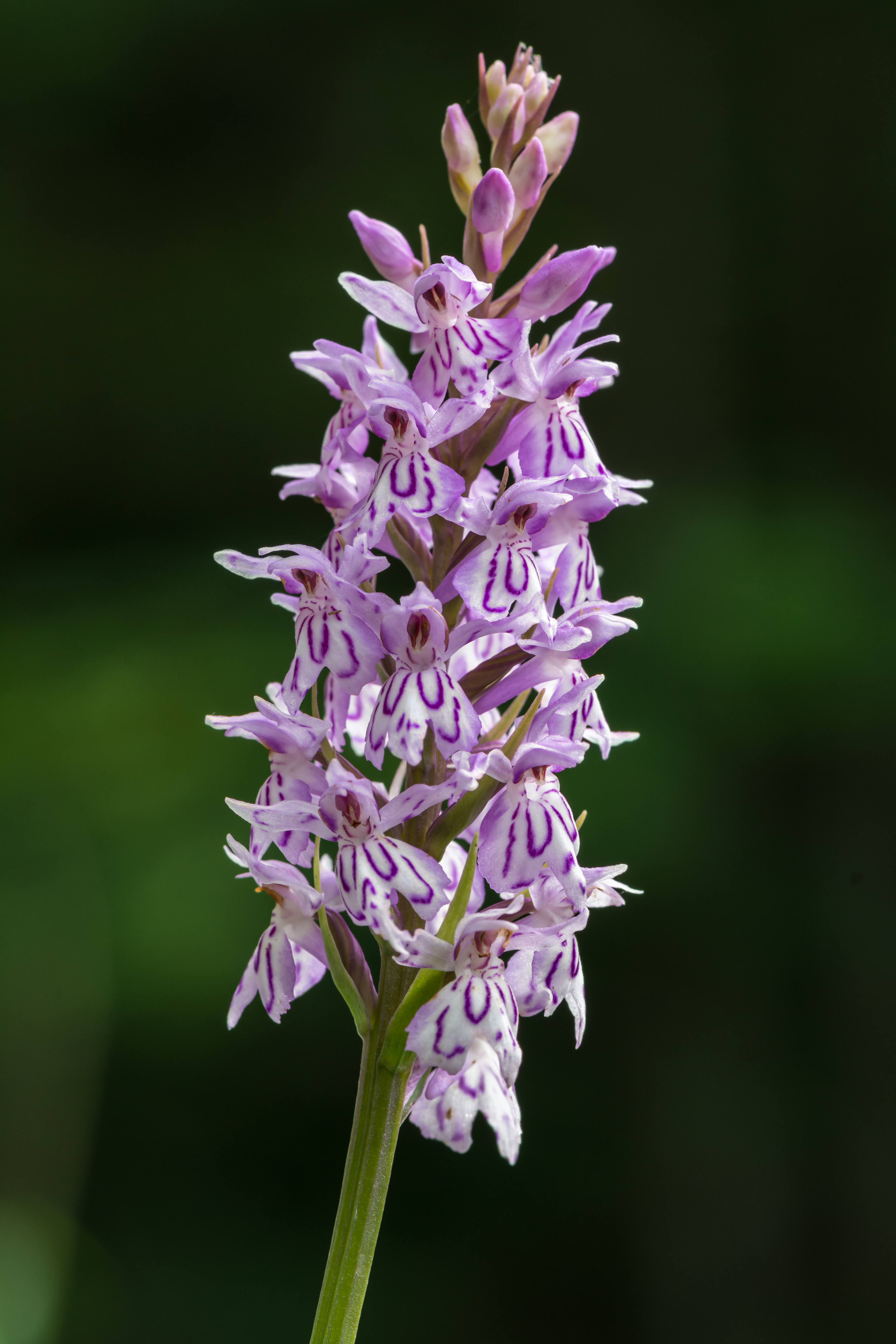
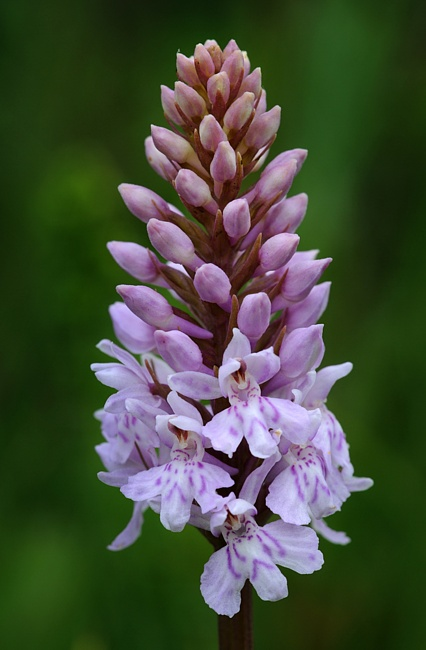
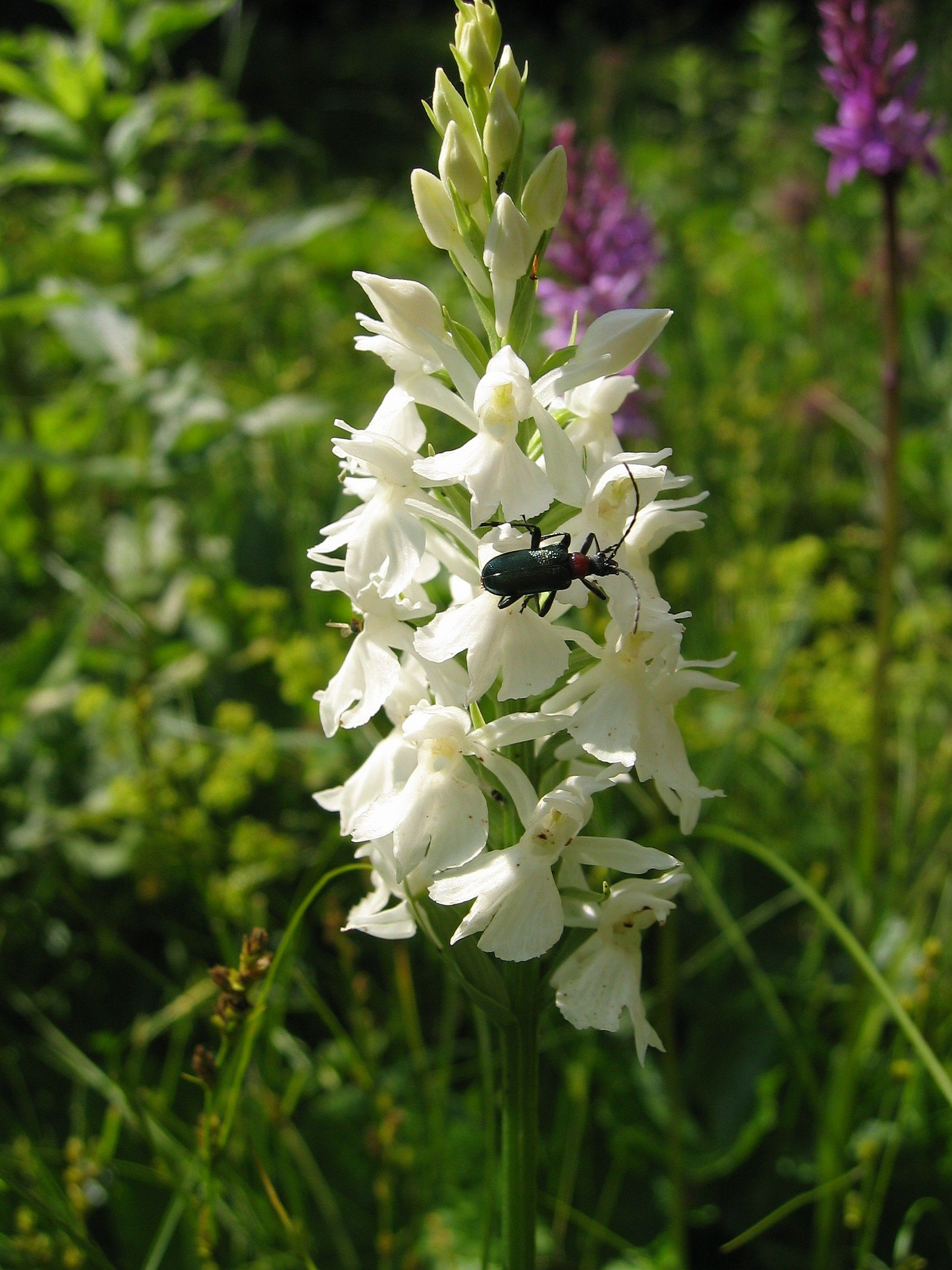